# Joseph Wattmann von Maëlcamp-Beaulieu

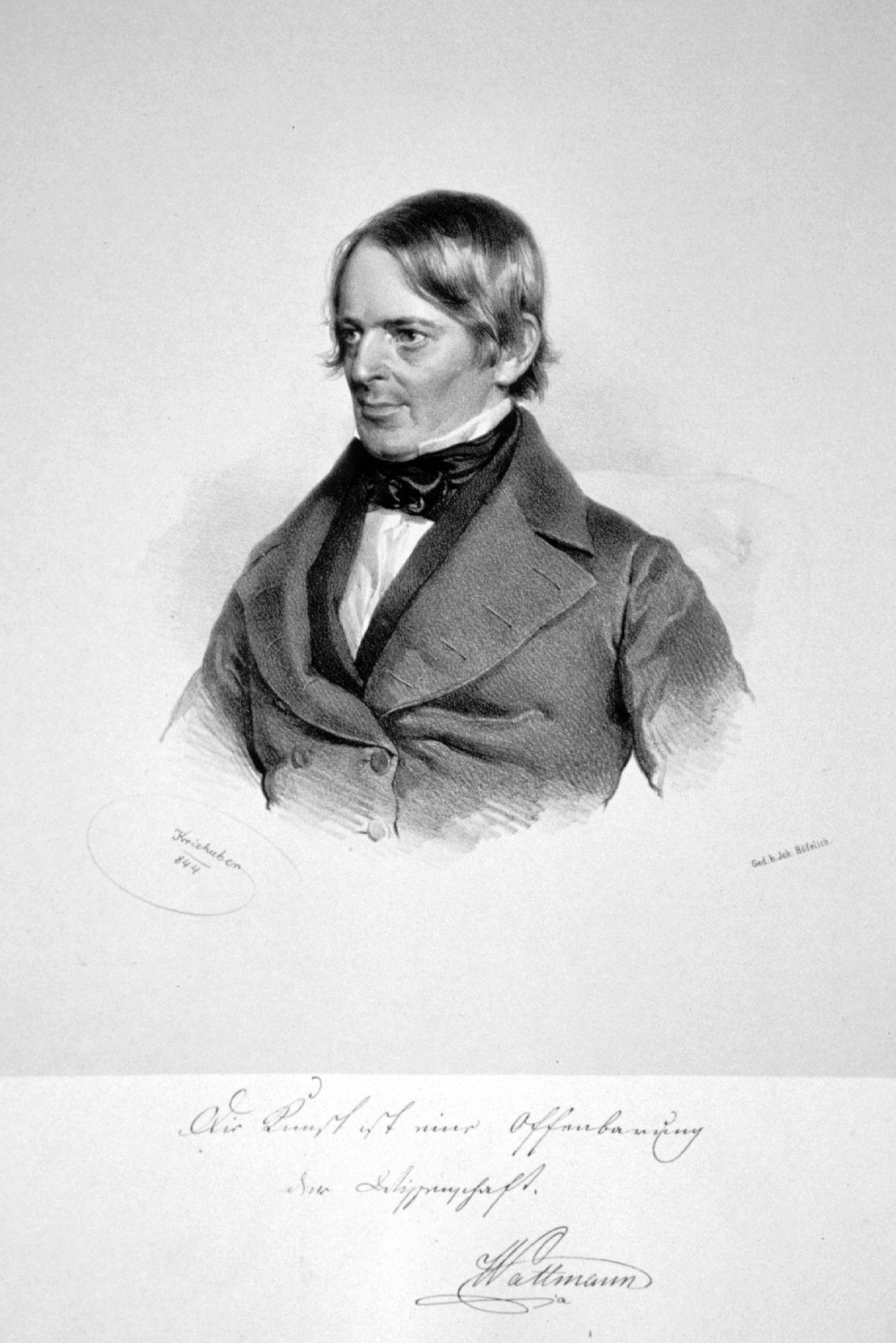
Joseph von Wattmann, Lithographie von Joseph Kriehuber, 1844

Joseph Freiherr Wattmann von Maëlcamp-Beaulieu (auch Wattmann-Maëlcamp-Beaulieu, Wattmann von Maelcamp-Beaulieu und manchmal fälschlich Maëlcomp bzw. Maelcomp; * 6. März 1789 in Oberlangbath bei Ebensee; † 14. September 1866 in Wien) war ein österreichischer Chirurg.

## Leben
Joseph (von) Wattmann war der Sohn eines Wundarztes. Er wurde in Wien Schüler von Vinzenz Kern am k.k. Operatationsinstitut im Allgemeinen Krankenhaus. Nachdem er 1810 Magister der Chirurgie geworden war, arbeitete Wattmann in Wels in seinem eigenen Haus, wo er eine Augenklinik eingerichtet hatte. Er kehrte aber nach Wien zu Kern zurück, dessen Assistent er war. 1816 wurde Wattmann Professor der theoretischen und praktischen Chirurgie am Lyzeum in Laibach, 1818 Professor der Chirurgie am Lyzeum in Innsbruck. Dort war er auch Primarchirurg am Heilig-Geist-Hospital. 1824 wurde Wattmann schließlich Nachfolger Kerns als Leiter des Operattionsinstituts in Wien. Ab 1829 war er Doktor der Chirurgie und ab 1834 Leibchirurg von Kaiser Franz I., ehe er 1848 als Regierungsrat pensioniert wurde. Im Jahre 1858 wurde dem Edlen von Wattmann der Titel Hofrat verliehen und mit 5. September 1853 wurde er in den Freiherrnstand erhoben, wobei ihm gestattet wurde, seinem Namen den seiner zweiten Gattin Estella, einer Baronin Maëlcamp-Beaulieu, der Letzten ihres Stammes, hinzuzufügen.

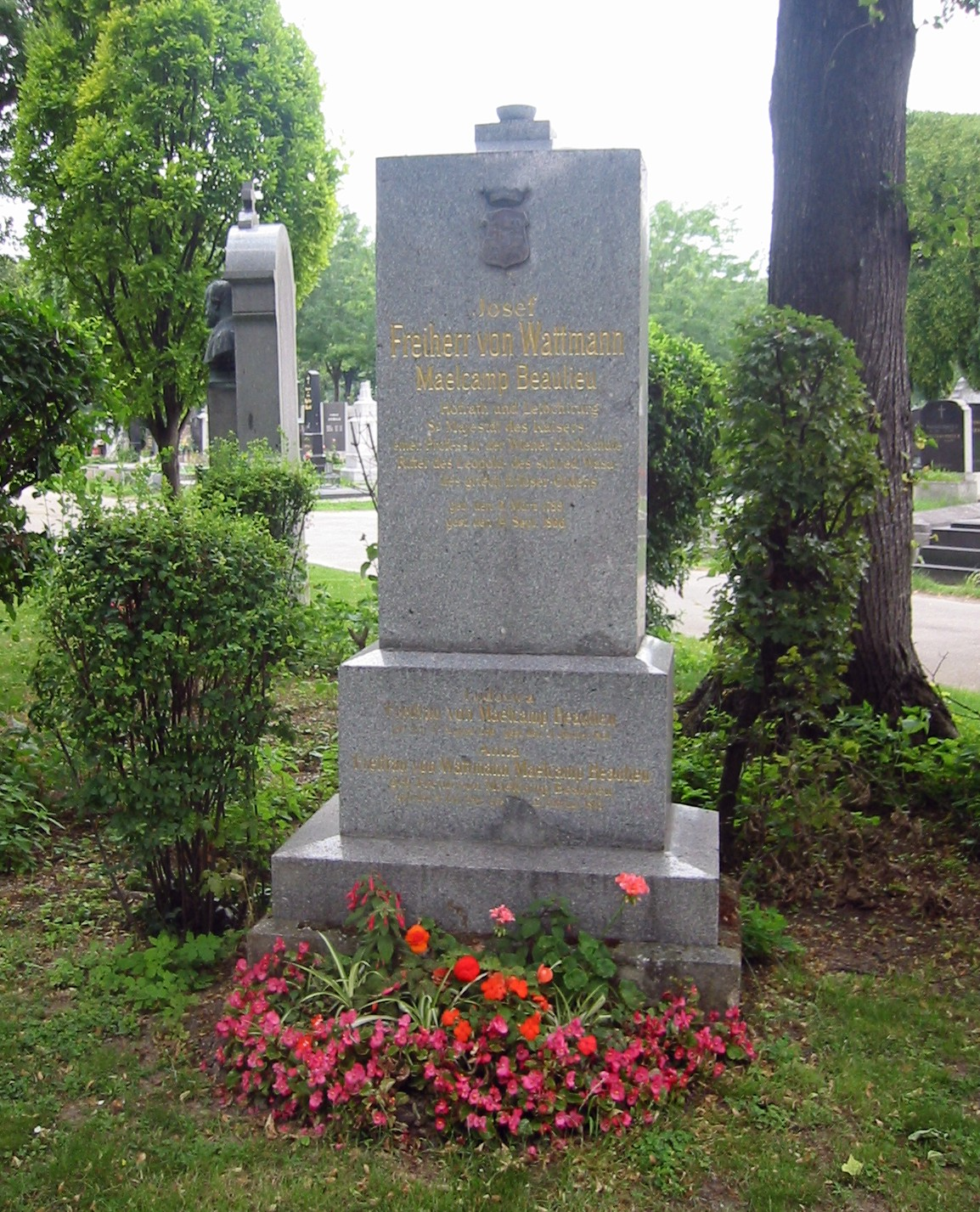
Grab von Joseph Wattmann von Maëlcomp-Beaulieu am Wiener Zentralfriedhof

Wattmann erhielt 1906 ein Ehrengrab am Wiener Zentralfriedhof (Gruppe 14A, Nummer 38), das von Eduard Hauser gemacht wurde. 1894 benannte man die Wattmanngasse in Wien-Hietzing nach ihm.

## Bedeutung
Wattmann war ein bedeutender Chirurg, der unter anderem als Pionier der plastischen Chirurgie in Österreich gilt. Entgegen der in Wien geübten Praxis des Blasensteinschnitts führte er die französische Methode der Blasensteinzertrümmerung hier ein. Er wies auf die Symptomatik der intraoperativen Luftembolie und deren chirurgische Therapie hin.
Wattmann begründete in Bad Hall das Elisabeth-Kinderspital. Zu seinen Schülern zählen Wenzel von Linhart (Promotion 1845), Franz Schuh und Johann von Dumreicher oder Georg Mojsisovics von Moisvár.

## Familie
Seine zweite Frau Anne Élisabeth Estelle de Maëlcamp de Beaulieu  (auch Estella, * 9. Juli 1794; † 25. Februar 1863) war die Enkelin des österreichischen Generals Jean-Pierre de Beaulieu. Sein Sohn Ludwig Wattmann von Maëlcamp-Beaulieu (* 25. März 1827 in Wieden, † 22. November 1907 in Zaleszczyki, Ostgalizien), Großgrundbesitzer und Landwirt, brachte es von 1840 bis (zur gesundheitsbedingten Pensionierung) 1867 in der Armee (meist bei den Husaren) bis zum Oberst des Generalstabs.

## Schriften
- Über die Vorlagerungen in der Leistengegend. Strauss, Wien 1815.
- Versuche zur Heilung des sonst unheilbar erklärten Noli me tangere. Wagner, Innsbruck 1823.
- Über Verrenkung am Hüftgelenke und ihre Einrichtung. Volke, Wien 1826.
- Über verkrüppelte Nasen und deren Formverbesserung. Wagner, Innsbruck 1826.
- Handbuch der Chirurgie zum Gebrauche öffentlicher Vorlesungen. Mechitaristen, Wien 1829.
- Über die Steinzerbohrung und Verhältnis zum Blasenschnitte. Heubner, Wien 1835.
- Sicheres Heilverfahren bei dem schnell gefährlichen Lufteintritt in die Venen und dessen gerichtsärztliche Wichtigkeit. Braumüller, Wien 1843.